# Torre degli Alberi
La torre degli Alberi, nota anche come il Torre, è una torre tardo-medievale che sorge in strada Martinella 132 ad Alberi, frazione di Parma.

## Storia
Il fortilizio originario fu edificato nel 1402 per volere dei fratelli Pietro e Giacomo de' Rossi, quale avamposto militare alle porte di Parma; nei tre anni seguenti l'adiacente borgo fu depredato in più riprese dai Terzi, che nel 1405 incaricarono Pietro da Vianino di attaccare e radere al suolo i manieri rossiani di Mamiano, Alberi e Porporano.
Nel 1408 i Rossi si allearono col marchese di Ferrara Niccolò III d'Este e gli presentarono istanza affinché quando fosse diventato Signore di Parma garantisse loro la restituzione dei castelli di Carona, di Castrignano, di Tiorre e di Pariano e delle bastie di Sant'Andrea e di Mattaleto, oltre all'autorizzazione alla riedificazione delle rocche di Mulazzano, di Alberi, di Porporano, di Antesica e di Mamiano oppure della vicina Basilicanova.
In seguito il fortilizio di Alberi fu riedificato ma assegnato ai conti Bajardi; durante la guerra dei Rossi, nel 1482 le truppe di Guido de' Rossi si impadronirono della torre degli Albari appartenente ad Andrea Bajardi, alleato di Ludovico il Moro; negli scontri le struttura fu parzialmente distrutta.
Nel 1618 il complesso fortificato risultava ancora costituito da una corte merlata con due torrioni angolari.
In seguito, il fortilizio fu assorbito dalla Camera Ducale di Parma, che alla fine del XVIII secolo lo alienò a privati, ormai adibito a uso in parte residenziale e in parte agricolo. Agli inizi del secolo successivo, ne risultava proprietario Luigi Bolsi Marchesi, che nel 1814 lo lasciò in eredità ad Antonio Vicenzi. Nel XIX secolo la torre superstite e una porzione della corte furono acquisite dalla famiglia Amoretti di Vaestano, mentre le ali restanti rimasero agli eredi Vicenzi.

## Descrizione
La torre, parzialmente modificata nei secoli, si eleva su un impianto quadrangolare in corrispondenza dello spigolo sud-orientale di un grande edificio a corte, in parte di origine medievale, noto come Serraglio o Corte Bellentani.